# جایزه بزرگ صورتی
جایزه بزرگ صورتی (انگلیسی: Pink Grand Prix) یک جشنواره فیلم ژاپنی است که به صورت سالانه برگزار می‌شود و به فیلم‌های بزرگسالان اختصاص دارد. این جشنواره با نام «جوایز آکادمی برای فیلم‌های صورتی» نیز شناخته می‌شود.